# Декларація Бальфура (1917)

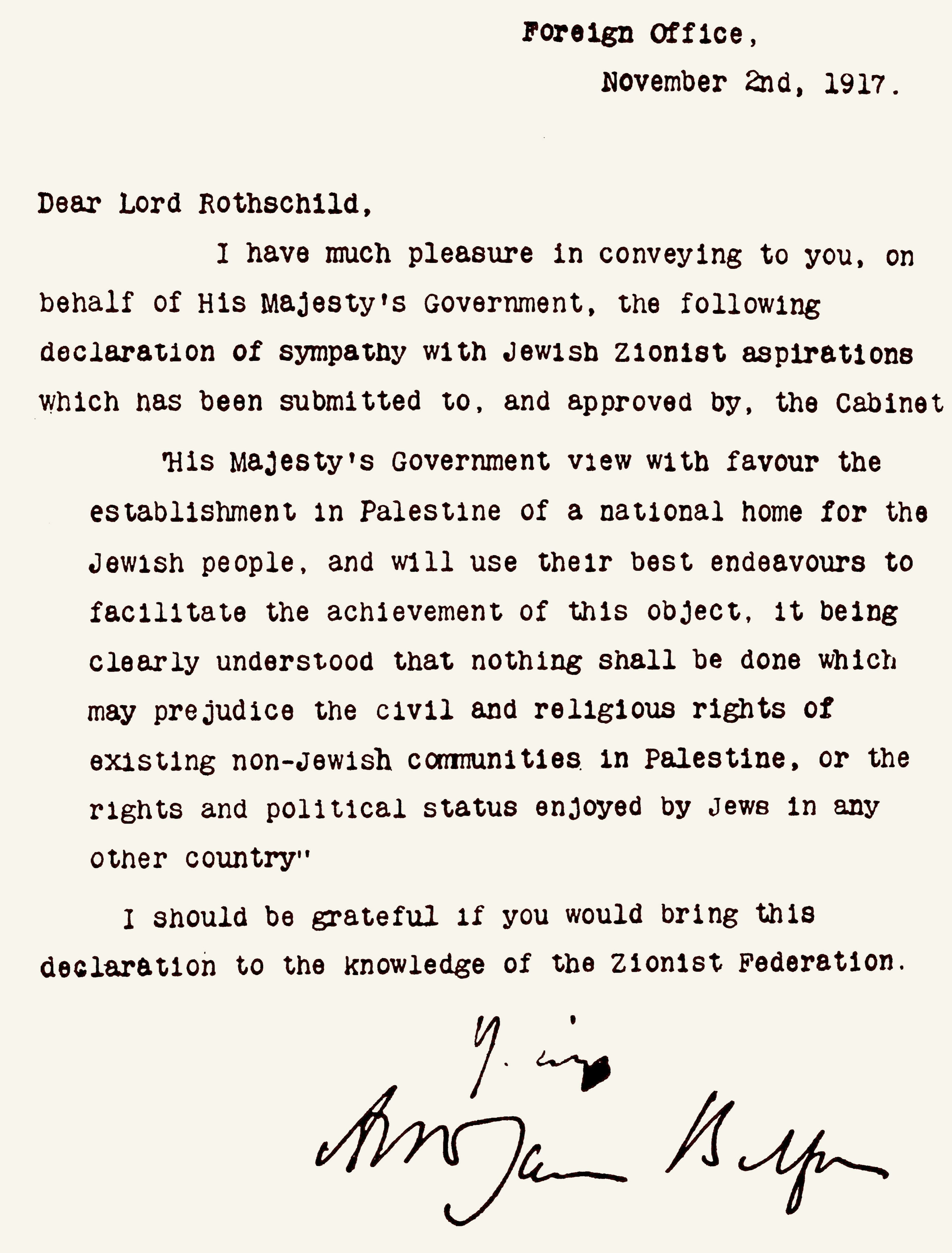
Текст декларації

Декларація Бальфура — офіційний лист, датований 2 листопада 1917 року, від міністра закордонних справ Великої Британії Артура Бальфура до лорда Волтера Ротшильда, представника британської єврейської громади, для передачі Сіоністській федерації Великої Британії.

## Зміст
Текст листа має такий вигляд:
| Міністерство закордонних справ, 2 листопада 1917 Шановний лорд Ротшильд, Маю честь передати Вам від імені уряду Його Величності таку декларацію, у якій виражається співчуття сіоністським прагненням євреїв, представлену на розгляд кабінету міністрів, яка й була ним схвалена: “Уряд Його Величності зі схваленням розглядає питання про створення в Палестині національного осередка для єврейського народу і докладе всіх зусиль для сприяння та досягнення цієї мети; причому ясно мається на увазі, що не повинні здійснюватися ніякі дії, що можуть порушити цивільні та релігійні права існуючих неєврейських громад у Палестині або права і політичний статус, якими користуються євреї в будь-якій іншій країні”. Я був би дуже вдячний Вам, якби Ви довели цю Декларацію до відома Сіоністської федерації. Щиро Ваш, Артур Джеймс Бальфур. Оригінальний текст (англ.) Foreign Office November 2nd, 1917 Dear Lord Rothschild, I have much pleasure in conveying to you. on behalf of His Majesty's Government, the following declaration of sympathy with Jewish Zionist aspirations which has been submitted to, and approved by, the Cabinet His Majesty's Government view with favour the establishment in Palestine of a national home for the Jewish people, and will use their best endeavors to facilitate the achievement of this object, it being clearly understood that nothing shall be done which may prejudice the civil and religious rights of existing non-Jewish communities in Palestine or the rights and political status enjoyed by Jews in any other country. I should be grateful if you would bring this declaration to the knowledge of the Zionist Federation. Yours, Arthur James Balfour |
У лютому 1918 про свою згоду з «Декларацією» заявила Французька республіка, 9 травня 1918 — Італія, 31 серпня 1918 її схвалив президент США Вудро Вільсон, а потім, 30 червня 1922, конгрес США.
За словами Ллойд Джорджа, «... декларація Бальфура не є простим актом милосердя. Слід зрозуміти, що мова йде про угоду в обмін ... на підтримку євреями усього світу справи союзників».
Серед можливих цілей видання декларації називалися такі:
- Спонукання американської єврейської громади чинити тиск на уряд США з метою домогтися від нього вступу у війну на боці Антанти.
- Спроба чинити тиск на російських євреїв, з метою запобігти поширенню серед них більшовизму і тим самим попередити вихід Росії з війни.
- Отримання Великою Британією морального права на контроль над Палестиною після війни. Згідно з англо-французькою домовленістю, що передувала декларації, в центральній Палестині передбачалося створити зону під міжнародним, а не британським контролем.

## Наслідки
У лютому 1918 р. про свою згоду з «Декларацією» заявила Франція, 9 травня 1918 — Італія, 31 серпня 1918 її схвалив президент США Вільсон, а потім, 30 червня 1922 р., конгрес США [1].
24 квітня 1920р. на конференції в Сан-Ремо «Декларація Бальфура» була затверджена союзниками як основа повоєнного врегулювання в Палестині, а 24 липня 1922 включена в текст мандата Великої Британії на Палестину, затвердженого «Лігою Націй». У 1945 році, коли замість «Ліги Націй» була створена Організація Об'єднаних Націй, в її статут вводиться стаття про збереження в силі всіх мандатів «Ліги Націй» [3]. Цей принцип був підтверджений і Гаазьким міжнародним судом. Таким чином, «Декларація Бальфура» продовжила свою дію і після утворення ООН.

## Цікаві факти
- «Декларація Бальфура» була опублікована в тому ж номері газети «Таймс», де було опубліковано повідомлення про Жовтневий переворот[2].